# Mize
Mize – miasto w Stanach Zjednoczonych, w stanie Missisipi, w hrabstwie Smith.